# 러시아 프리미어리그
러시아 프리미어리그(러시아어: Российская футбольная премьер-лига 러시스카야 푸트볼나야 프레미예르 리가[*])는 러시아의 최상위 축구 리그로 현재 16팀이 참가하고 있다. 하위 리그인 러시아 퍼스트 리그와 승강제가 이루어지고 있으며 2010 시즌까지 단년제 리그를 시행하였으나 2011-12 시즌부터는 연년제 리그를 시행하고 있다.

## 역사
1991년 소비에트 연방의 붕괴로 인하여 소비에트 연방을 구성하는 15개의 공화국들은 각각 독립적으로 자국 축구 리그를 조직하였다.
러시아에서는 소비에트 톱 리그에서 활동하던 6팀(CSKA 모스크바, 스파르타크 모스크바, 토르페도 모스크바, 디나모 모스크바, 스파르타크 블라디캅카스, 로코모티프 모스크바)에 14팀을 추가해 총 20개팀으로 늘리면서 1992년 러시아 톱 리그가 최초로 조직되었다.
그리고 1998년에는 리그의 명칭이 러시아 톱 디비전으로 바뀌었다가 2002년에 이르러 최종적으로 리그의 명칭이 러시아 프리미어리그로 환원되어 오늘날에 이르고 있다.
한편 리그에 참가하는 팀의 수 또한 변화가 있었는데 기존 20팀에서 1993년에 18팀으로 바뀌었고 이듬해인 1994년에는 16팀으로 축소되었다가 1996년과 1997년에는 다시 18팀으로 바뀌었으나 1998년 16팀으로 바뀌게 된 이후로 줄곧 16팀으로 진행되고 있다.
1992 시즌부터 2010 시즌까지 총 19번의 시즌은 단년제 리그로 시행되었다가 2011-12 시즌부터는 연년제 리그로 바뀌게 된 것 또한 큰 특징이다.

## 참가 팀
다음은 2023-2024 시즌 참가팀이다.
| - 아흐마트 그로즈니 - CSKA 모스크바 - 디나모 모스크바 - 파켈 보로네시 - 힘키 - 크라스노다르 - 크릴리야 소베토프 사마라 - 로코모티프 모스크바 | - 파리 니즈니노브고로드 - 오렌부르크 - 로스토프 - 소치 - 스파르타크 모스크바 - 토르페도 모스크바 - 우랄 예카테린부르크 - 제니트 상트페테르부르크 |

## 역대 우승 팀
| 시즌    | 우승 (우승횟수)             | 준우승                  | 3위                      |
| ------- | --------------------------- | ----------------------- | ------------------------ |
| 1992    | 스파르타크 모스크바         | 스파르타크 블라디캅카스 | 디나모 모스크바          |
| 1993    | 스파르타크 모스크바 (2)     | 로토르 볼고그라드       | 디나모 모스크바          |
| 1994    | 스파르타크 모스크바 (3)     | 디나모 모스크바         | 로코모티프 모스크바      |
| 1995    | 스파르타크 블라디캅카스     | 로코모티프 모스크바     | 스파르타크 모스크바      |
| 1996    | 스파르타크 모스크바 (4)     | 알라니야 블라디캅카스   | 로토르 볼고그라드        |
| 1997    | 스파르타크 모스크바 (5)     | 로토르 볼고그라드       | 디나모 모스크바          |
| 1998    | 스파르타크 모스크바 (6)     | CSKA 모스크바           | 로코모티프 모스크바      |
| 1999    | 스파르타크 모스크바 (7)     | 로코모티프 모스크바     | CSKA 모스크바            |
| 2000    | 스파르타크 모스크바 (8)     | 로코모티프 모스크바     | 토르페도 모스크바        |
| 2001    | 스파르타크 모스크바 (9)     | 로코모티프 모스크바     | 제니트 상트페테르부르크  |
| 2002    | 로코모티프 모스크바         | CSKA 모스크바           | 스파르타크 모스크바      |
| 2003    | CSKA 모스크바               | 제니트 상트페테르부르크 | 루빈 카잔                |
| 2004    | 로코모티프 모스크바 (2)     | CSKA 모스크바           | 크릴리야 소베토프 사마라 |
| 2005    | CSKA 모스크바 (2)           | 스파르타크 모스크바     | 로코모티프 모스크바      |
| 2006    | CSKA 모스크바 (3)           | 스파르타크 모스크바     | 로코모티프 모스크바      |
| 2007    | 제니트 상트페테르부르크     | 스파르타크 모스크바     | CSKA 모스크바            |
| 2008    | 루빈 카잔                   | CSKA 모스크바           | 디나모 모스크바          |
| 2009    | 루빈 카잔 (2)               | 스파르타크 모스크바     | 제니트 상트페테르부르크  |
| 2010    | 제니트 상트페테르부르크 (2) | CSKA 모스크바           | 루빈 카잔                |
| 2011-12 | 제니트 상트페테르부르크 (3) | 스파르타크 모스크바     | CSKA 모스크바            |
| 2012-13 | CSKA 모스크바 (4)           | 제니트 상트페테르부르크 | 안지 마하치칼라          |
| 2013-14 | CSKA 모스크바 (5)           | 제니트 상트페테르부르크 | 로코모티프 모스크바      |
| 2014-15 | 제니트 상트페테르부르크 (4) | CSKA 모스크바           | 크라스노다르             |
| 2015-16 | CSKA 모스크바 (6)           | FK 로스토프             | 제니트 상트페테르부르크  |
| 2016-17 | 스파르타크 모스크바 (7)     | CSKA 모스크바 (6)       | 제니트 상트페테르부르크  |
| 2017-18 | 로코모티프 모스크바         | CSKA 모스크바           | 스파르타크 모스크바      |
| 2018-19 | 제니트 상트페테르부르크 (5) | 로코모티프 모스크바     | FC 크라스노다르          |
| 2019-20 | 제니트 상트페테르부르크 (6) | 로코모티프 모스크바     | FC 크라스노다르          |
| 2020-21 | 제니트 상트페테르부르크 (7) | 스파르탁 모스크바       | 로코모티프 모스크바      |
| 2021-22 | 제니트 상트페테르부르크 (8) | PFC 소치                | 디나모 모스크바          |
| 2022-23 | 제니트 상트페테르부르크 (9) | CSKA 모스크바           | 스파르탁 모스크바        |

## 같이 보기
- 러시아 컵
- 소비에트 톱 리그